# Lekythopora hystrix
Lekythopora hystrix är en mossdjursart som beskrevs av William MacGillivray 1883. Lekythopora hystrix ingår i släktet Lekythopora och familjen Lekythoporidae. Inga underarter finns listade i Catalogue of Life.